# Simocyon
Simocyon — вимерлий рід хижих ссавців з родини пандових. Сімоціон був розміром приблизно з пуму й жив у епохи пізнього міоцену та раннього пліоцену і був знайдений в Європі, Азії та рідко в Північній Америці (Peigné et al., 2005) та Африці.

## Опис

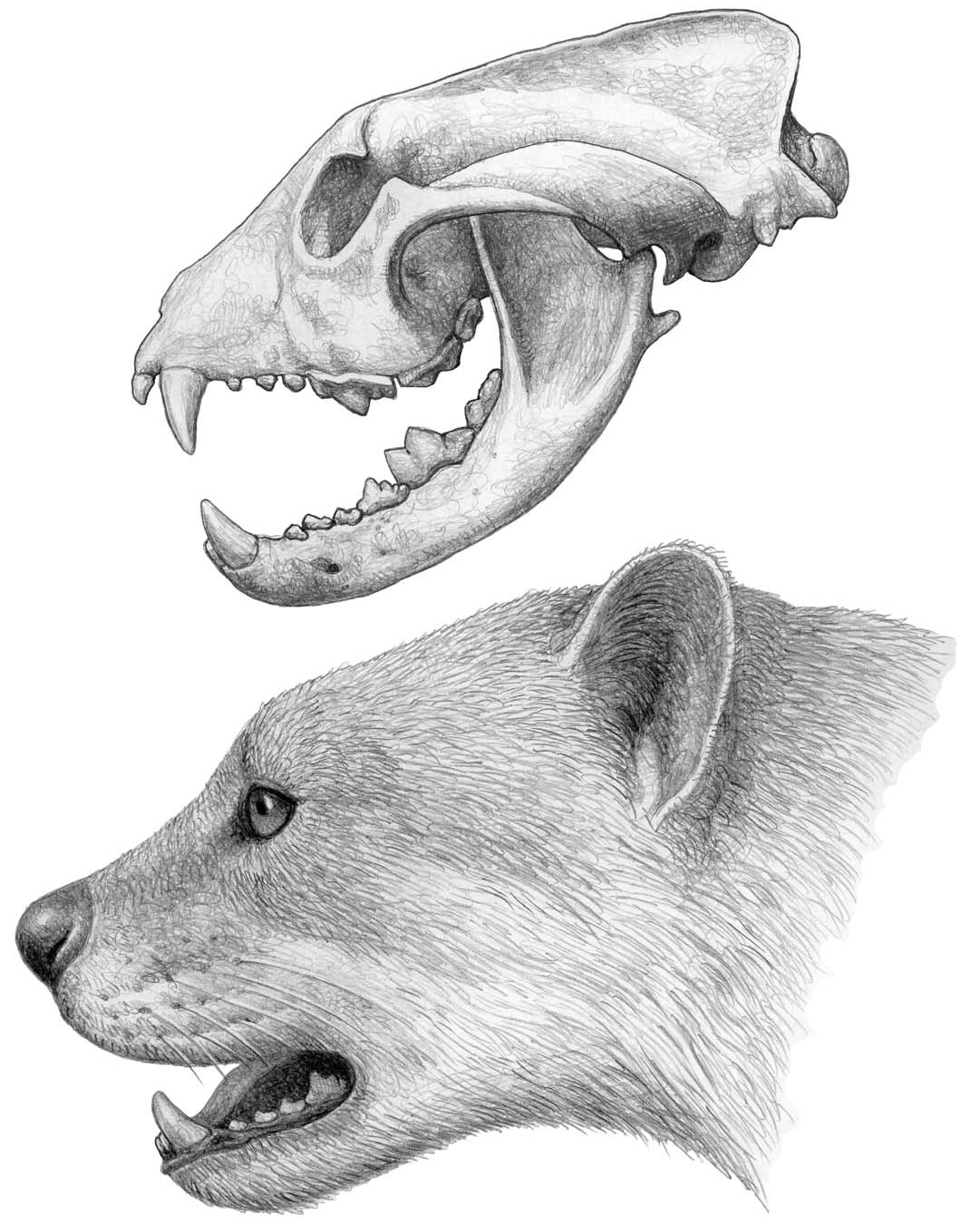
Реконструйований череп і голова

Зв'язок Simocyon з іншими хижими тваринами був суперечливим, але дослідження структури його вух, зубів і щиколотки тепер показують, що його найближчим родичем є панда, Ailurus (Wang, 1997; Peigné et al., 2005), хоча він досить різний, щоб бути віднесений до окремої підродини (Simocyoninae) разом із спорідненими родами Alopecocyon та Actiocyon. У той час як панда є переважно травоїдною, зуби та череп Сімоціона вказують на те, що він був м'ясоїдним і, можливо, брав участь у дробленні кісток, як живі гієни (Peigné et al., 2005). Скелет Сімоціона вказує на те, що, як і панда, він міг лазити по деревах, хоча, ймовірно, також проводив значний час на землі (Salesa et al., 2008).